# Kivijärvi (Hollola)
Kivijärvi (Hollola) este o arie protejată (arie de protecție specială avifaunistică — SPA) din Finlanda întinsă pe o suprafață de 32 ha, integral pe uscat.

## Localizare
Centrul sitului Kivijärvi (Hollola) este situat la coordonatele 61°02′43″N 25°47′46″E / 61.0453°N 25.7961°E.

## Înființare
Situl Kivijärvi (Hollola) a fost declarat arie de protecție specială avifaunistică în august 1998 pentru a proteja 2 specii de animale.

## Biodiversitate
Situată în ecoregiunea boreală, aria protejată nu include niciun habitat protejat.
La baza desemnării sitului se află mai multe specii protejate de  păsări (2): ciocănitoare neagră (Dryocopus martius), ciocănitoare verzuie (Picus canus).
Pe lângă speciile protejate, pe teritoriul sitului au mai fost identificate 1 specie de păsări, 1 specie de mamifere.